# إسفنجيات
الإسفَنْجيَّات أو المَسامِّيَّات (الاسم العلمي: Porifera) هي شعبة مستقلة من الكائنات البحرية ترشيحية التغذية حيث يتم ضخ الماء إلى داخل المطرس البيولوجي لترشيح الماء  واستخلاص دقائق الطعام، ولتتغذى على أونصة واحدة من الطعام، يلزمها أن تمتص قرابة طن من الماء. تكون الاسفنجيات عادة الشكل الأبسط للحياة الحيوانية فهي لا تمتلك نسج حقيقية (مثل الأوليات) ولا تمتلك عضلات ولا أعصاب ولا أعضاء داخلية. التشابه بين الاسفنجيات ومستعمرات السوطيات المطوقة choanoflagellates تظهر احتمال حدوث قفزة تطورية من أحاديات الخلايا unicellular إلى متعددات الخلايا multicellular. هناك أكثر من 5000 نوع حديث من الاسفنجيات المعروفة حالياً يمكن ان توجد على أي سطح من المنطقة داخل-مدية intertidal zone إلى أعماق 8500 م (29000 قدم) أو أكثر.مستحاثات الاسفنجيات تعود إلى العهد قبل الكامبري Precambrian، مع ذلك ما تزال هناك أنواع جديدة تكتشف كل يوم.
بنية الاسفنجيات بسيطة : فهي تشكل انبوباً ذو نهاية ملتصقة بصخرة أو أي جسم آخر بينما تبقى النهاية الأخرى، وتدعى الفويهة osculum، مفتوحة على البيئة المحيطة. باطن الاسفنج spongocoel يتألف من جدران مزودة بثقوب تسمح بمرور الماء إلى داخل الإسفنج.

## صفات عامة
- حيوانات غير منتظمة الشكل ذات أجسام رفيعة أو مستعرضة أو قمعية الشكل أو أنبوبية بعضها متفرع والبعض الأخر وحيدة الفرع. وتختلف أيضاً أحجامها فمنها مالا يزيد عن حجم رأس الدبوس ومنها ما يصل قطره إلى ثلاث أقدام كذلك ألوان الإسفنج من الأبيض والرمادي إلى الأصفر والبرتقالي والأحمر والأخضر.
- الجسم مثقوب بثقوب أو فتحات عديدة تنتهي إلى حجرات التي من خلالها يمر الماء ومن ثم فقد سميت بالمساميات Porifera.
- خلايا الجسم غير متخصصة وتعتمد في وظيفتها كل على الآخر وعلى الرغم من أن الاسفنجيات لها قليل جداً من الخلايا المتخصصة المرتبة في صفوف محددة إلا أنه لا يوجد تنسيق وترابط في الوظائف بين الخلايا المتشابهة وعلى هذا لا تعتبر كأنسجة أصلية.
- الخلايا بسيطة في الأسفنج وبدائية، فالكثير من العمليات في الحيوانات العادية غير موجودة في الإسفنج، مثل الهضم ونقل الدم. وإن وجدت فإنها تتم بطريقة بسيطة بحيث لا تحتاج إلى أجهزة معينة.[7]
- يرى بعض العلماء أن الإسفنج هو أساس لجميع الحيوانات في العالم، ويعود ذلك إلى تكوين البدائي للإسفنج.[7]
- تحتوي على هيكل من الكالسيوم أو الأشواك السلكية (مادة السليكا) أو الألياف العضوية الإسفنجية
- الهضم يتم داخل والحسية والتنفسية والارتباط يكون محدود جداً واستجاباتها للمؤثر الخارجي يكاد يكون محدود أو بطيئ.
- التكاثرجنسي ولا جنسي في حالة اللاجنسي يتم بعملية التبرعم Budding أيضاً تظهر منها ظاهرة التعويض والتجديد Regeneration والتكاثر الجنسي ينشأ بتكون الجاميتات ولها يرقة حرة سابحة.
- لها يرقة مهدبة تعرف بالامفيبلاستولا Amphiblastula.